# Phedimus kamtschaticus
A Phedimus kamtschaticus, korábban Sedum kamtschaticum a kőtörőfű-virágúak (Saxifragales) rendjébe, ezen belül a varjúhájfélék (Crassulaceae) családjába és a fáskövirózsa-formák (Sempervivoideae) alcsaládjába tartozó faj.

## Előfordulása
A Phedimus kamtschaticus eredeti előfordulási területe Oroszország keleti része, amint neve is mutatja, Kamcsatka és környéke, valamint Japán, Mongólia és Kína. Manapság számos helyen termesztik kerti dísznövényként.

## Megjelenése
Ennek a növényfajnak kanál alakú, húsos levelei vannak, melyek fényesen zöldek, azonban ősszel vöröses árnyalatúak lesznek. A levelek szélesen elterülnek, emiatt kiváló talajtakaró. A bimbói rózsaszínek. A csillag alakú virágai késő tavasszal sárgák, de az idősebbek bronzszínűek. Ez a varjúháj 15,20 centiméter magasra, és ennél kicsivel szélesebbre nő meg.

## Életmódja
Évelő növény, mely sokféle talajon is nő, még az agyagos és homokoson is. A Napsütötte helyeket kedveli. Szárazságtűrő varjúháj. Késő tavasztól-kora nyártól egészen késő nyárig virágzik. A termesztett növényeket 2-3 évente szét lehet szedni, azonban csak tavasszal. A télen sérült leveleket és szárakat, kora tavasszal kell eltávolítani. Ha jól gondozzuk, hosszú életű lehet. Kártevői a különféle növénytetvek és csigák.